# Гетікванк
Гетікванк (вірм. Գետիկվանք) — село в марзі Вайоц-Дзор, на півдні Вірменії. Село розташоване за 29 км на північний схід від міста Єхегнадзор. Наразі населення села відсутнє. Село підпорядковується сільраді сусіднього села Вардаовіт.